# Cerdistus mellis
Cerdistus mellis är en tvåvingeart som först beskrevs av Macquart 1838.  Cerdistus mellis ingår i släktet Cerdistus och familjen rovflugor. Inga underarter finns listade i Catalogue of Life.